# Pamětice
Pamětice är en ort i Tjeckien.   Den ligger i regionen Södra Mähren, i den östra delen av landet, 170 km öster om huvudstaden Prag. Pamětice ligger 462 meter över havet och antalet invånare är 204.
Terrängen runt Pamětice är kuperad åt sydväst, men åt nordost är den platt. Runt Pamětice är det ganska tätbefolkat, med 144 invånare per kvadratkilometer. Närmaste större samhälle är Boskovice, 7,0 km söder om Pamětice. Omgivningarna runt Pamětice är en mosaik av jordbruksmark och naturlig växtlighet.